# サフォケイション
サフォケイション（Suffocation）は、アメリカ合衆国出身のデスメタル・バンド。
1990年代のアメリカ・デスメタル・シーンを創生期から支えたグループの一つ。一度解散したが、2003年から活動を再開した。

## 概要・略歴
ブルータル・デスメタルへの多大なる影響を与えたバンドである。テクニカルで濃密なギタープレイとブラストビートを取り入れた典型的なデスメタルであるが、インカンテイションと共に、昨今のアメリカ・デスメタルに与えた影響は大きく、その先駆的存在と考えられている。ボーカルのフランク・マレンは、デスメタル独特のガテラル・ボーカルを最初に使ったシンガーの一人とされる。マイク・スミス、テレンス・ホッブスの2人がメタル・ミュージシャンには珍しい黒人であることも特徴の一つ。
1990年に結成の解釈もあるが、1988年頃から活動を始めていた。
カンニバル・コープス、マルヴォレント・クリエイション、イモレイションらと共にニューヨークを中心に活動を行い、デス、モービッド・エンジェル、オビチュアリー、ディーサイドらフロリダ勢と共に、1990年代初頭のアメリカ・デスメタル・シーンの創生期を支え、世界中のデスメタル・バンドに影響を与えた。
また、彼らがレコーディングに使用したフロリダ州タンパのモリサウンドとそこを拠点に活躍していた音楽プロデューサーのスコット・バーンズが作り出すサウンドは世界中のデスメタル・バンドの憧れとなり、世界中から次々とデスメタル・バンドがレコーディングに訪れるようになった。
1998年に一度解散するがその後再結成、現在も活動中。一度解散したために来日することはないだろうと考えられていたが、再結成後の2005年4月に来日を果たした。

## メンバー

### 現ラインナップ
- テレンス・ホッブス (Terrance Hobbs) - ギター (1988年– )
- デレク・ボイヤー (Derek Boyer) - ベース (2004年– )
- チャーリー・エリーゴ (Charlie Errigo) - ギター (2016年– )
- エリック・モロッティ (Eric Morotti) - ドラム (2016年– )
- リッキー・マイヤーズ (Ricky Myers) - ボーカル (2019年– )

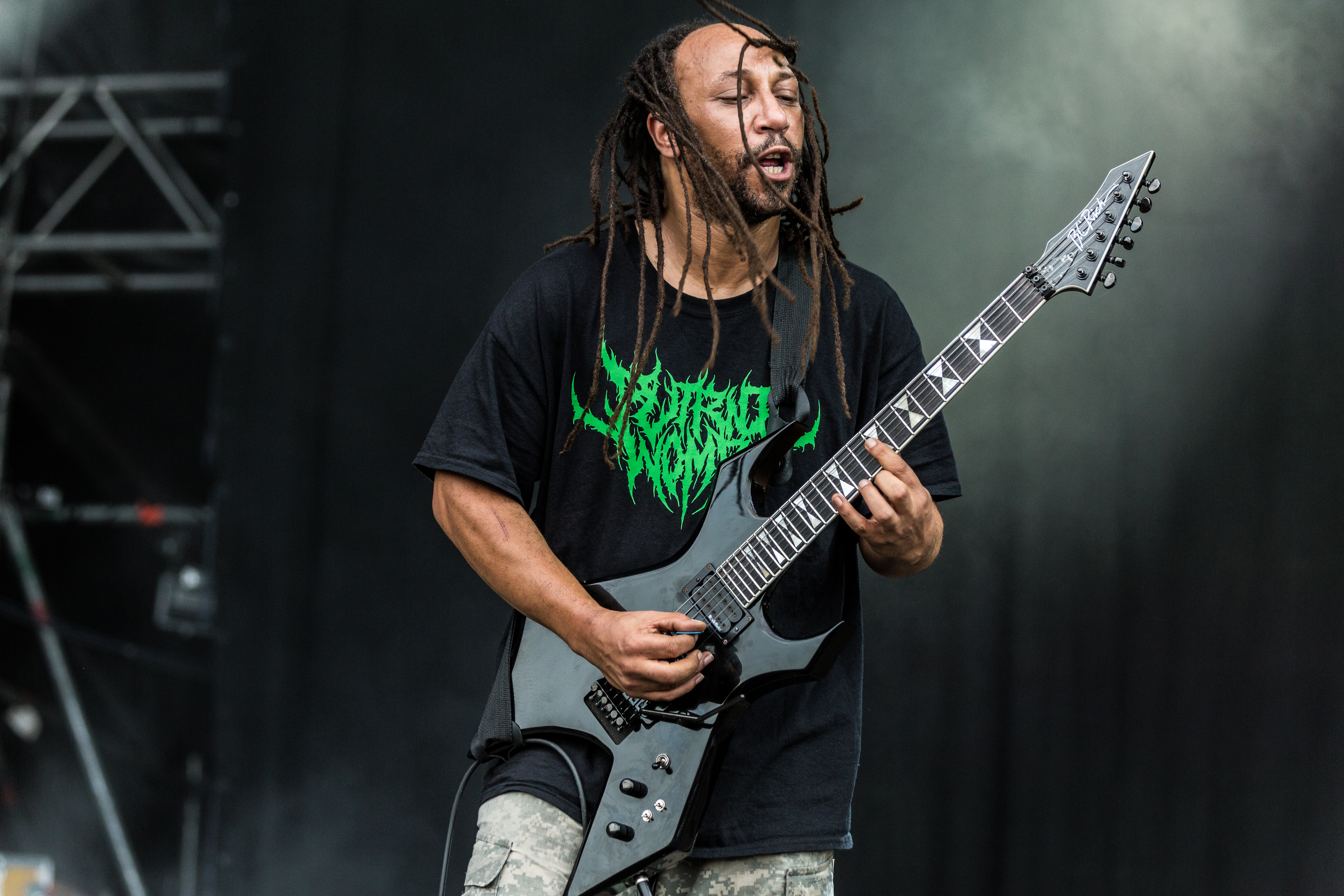
テレンス・ホッブス(G) 2017年
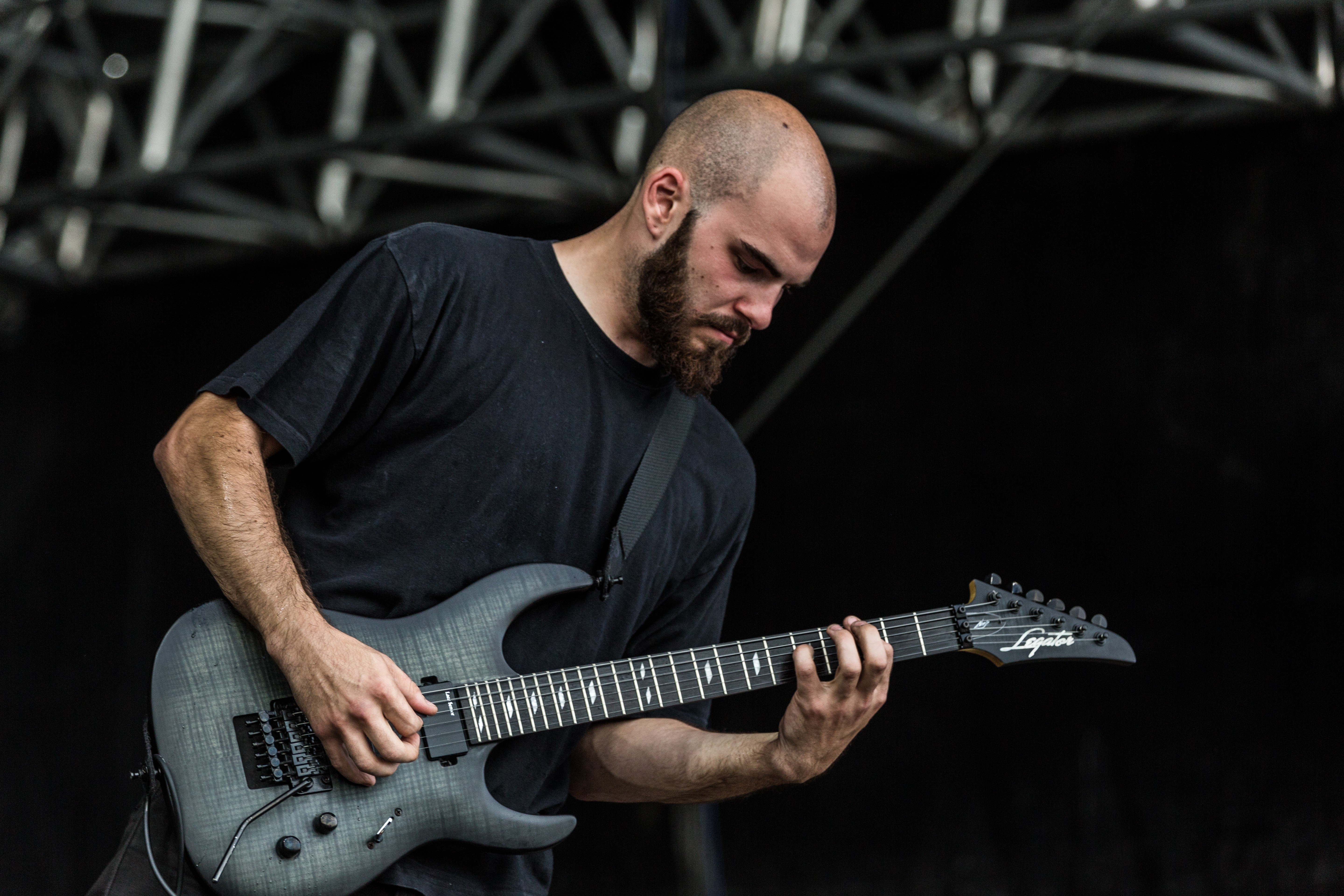
チャーリー・エリーゴ(G) 2017年
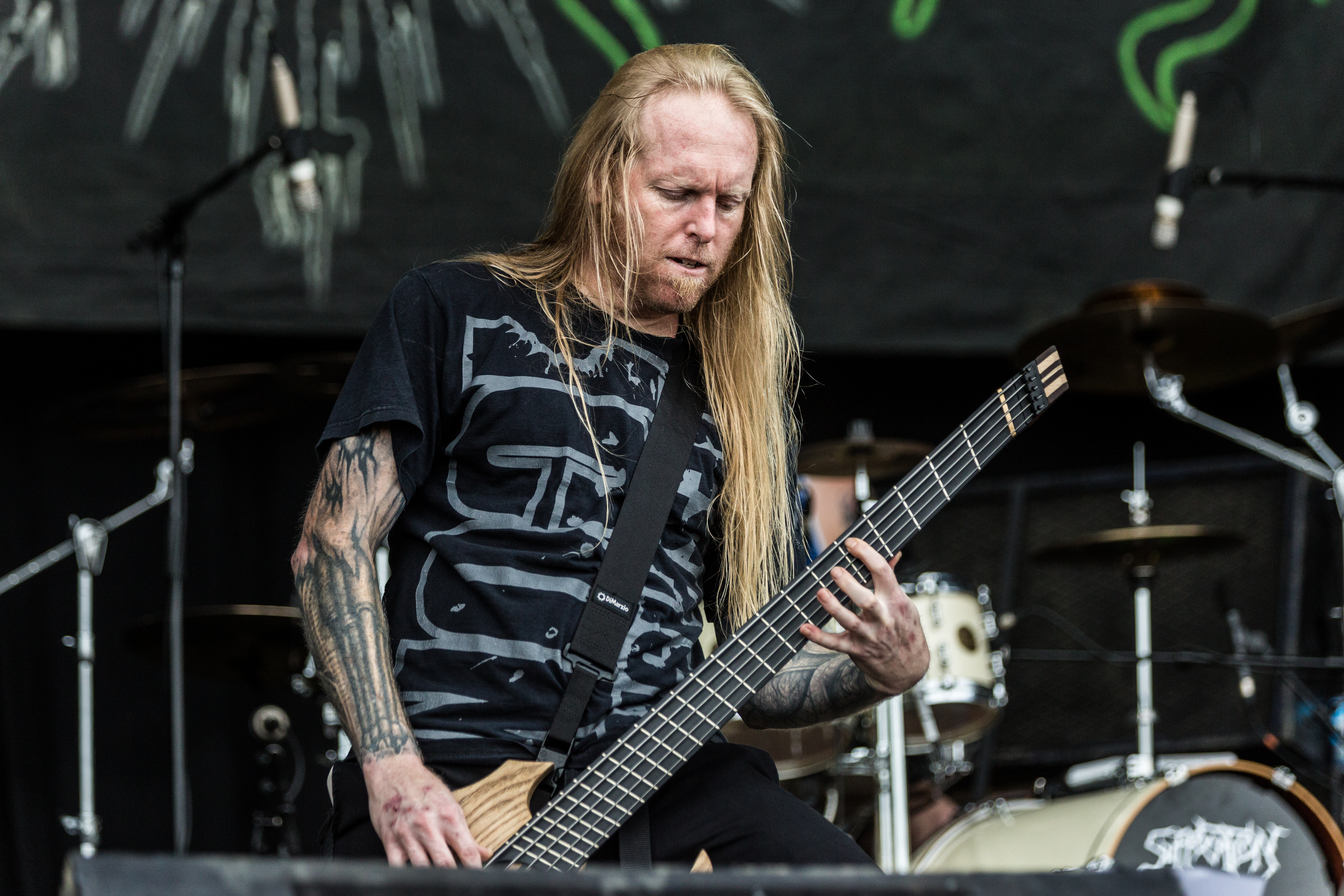
デレク・ボイヤー(B) 2017年
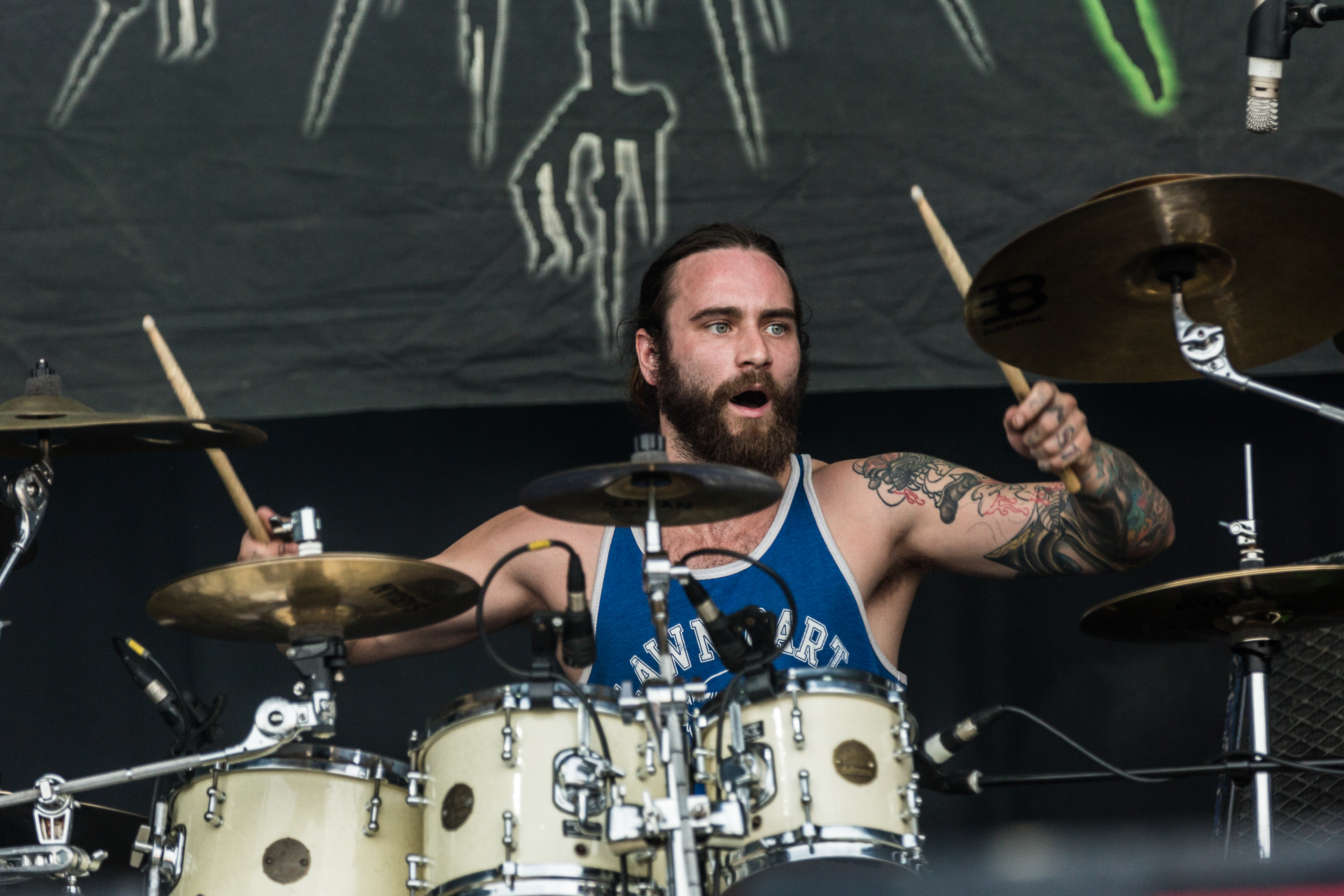
エリック・モロッティ(Ds) 2017年

### 旧メンバー
- フランク・マレン (Frank Mullen) - ボーカル (1988年–1998年、2003年–2019年)
- ガイ・マーケイス (Guy Marchais) - ギター (1988年、2003年–2016年)
- ダグ・セリート (Doug Cerrito) - ギター (1988年–1998年)
- ジョシュ・バローン (Josh Barohn) - ベース (1988年–1991年、2003年–2004年)
- マイク・スミス (Mike Smith) - ドラム (1988年–1994年、2003年–2012年)
- クリス・リチャーズ (Chris Richards) - ベース (1991年–1998年)
- ダグ・ボーン (Doug Bohn) - ドラム (1994年–1996年)
- デイヴ・カルロス (Dave Culross) - ドラム (1996年–1998年、2012年–2014年)
- ケヴィン・タリー (Kevin Talley) - ドラム (2014年–2016年)

## ディスコグラフィ

### スタジオ・アルバム
- Effigy of the Forgotten (1991年、Roadrunner)
- Breeding the Spawn (1993年、Roadrunner)
- 『ピアスト・フロム・ウィズイン』 - Pierced from Within (1995年、Roadrunner)
- 『ソウルズ・トゥ・ディナイ』 - Souls to Deny (2004年、Relapse)
- 『サフォケイション』 - Suffocation (2006年、Relapse)
- Blood Oath (2009年、Nuclear Blast)
- 『ピナクル・オブ・ベドラム』 - Pinnacle of Bedlam (2013年、Nuclear Blast)
- ...Of the Dark Light (2017年、Nuclear Blast)

### ライブ・アルバム
- 『ザ・クローズ・オブ・ア・チャプター』 - The Close of a Chapter: Live in Québec City (2005年)
- Live in North America (2021年、Nuclear Blast)

### EP
- 『ヒューマン・ウェイスト』 - Human Waste (1991年、Relapse)
- Despise the Sun (1998年、Vulture)

### コンピレーション・アルバム
- The Best of Suffocation (2008年、Roadrunner)

## 脚註
1. ↑  Suffocation reviews, music, news - sputnikmusic・2015年7月11日閲覧。
2. 1 2  “Suffocation｜Biography”. オールミュージック.   All Media Guide. 2015年7月11日閲覧。
3. 1 2  サフォケイション 『ピナクル・オブ・ベドラム』 日本盤ライナーノーツ（筆者：奥野高久）